# Jeff Beck's Guitar Shop
Jeff Beck's Guitar Shop è il quinto album in studio del chitarrista Jeff Beck, pubblicato nel 1989 dalla Epic Records.
Il disco ha vinto nello stesso anno un Grammy Award per la migliore performance rock strumentale. L'unico singolo estratto da esso è Stand on It, mentre il brano Sling Shot è stato utilizzato l'anno seguente nel film Gremlins 2 - La nuova stirpe.
Allontanandosi sempre più dallo stile jazz/fusion che caratterizzava i lavori precedenti qui, Beck adotta un approccio più diretto al rock strumentale, ad eccezione delle due tracce in cui il batterista Terry Bozzio fornisce voce "parlata".

## Tracce
1. "Guitar Shop" (Jeff Beck, Terry Bozzio, Tony Hymas) – 5:03
2. "Savoy" (Jeff Beck, Terry Bozzio, Tony Hymas) – 3:52
3. "Behind the Veil" (Tony Hymas) – 4:55
4. "Big Block" (Jeff Beck, Terry Bozzio, Tony Hymas) – 4:09
5. "Where Were You" (Jeff Beck, Terry Bozzio, Tony Hymas) – 3:17
6. "Stand on It" (Jeff Beck, Tony Hymas) – 4:59
7. "Day in the House" (Jeff Beck, Terry Bozzio, Tony Hymas) – 5:04
8. "Two Rivers" (Jeff Beck, Terry Bozzio, Tony Hymas) – 5:25
9. "Sling Shot" (Jeff Beck, Tony Hymas) – 3:07

## Formazione
- Jeff Beck – chitarra elettrica, co-produzione
- Tony Hymas – tastiere, sintetizzatore, co-produzione
- Terry Bozzio – batteria, percussioni, voce parlata, co-produzione
- Leif Mases – ingegnere del suono, missaggio, produzione
- Dick Beetham – ingegnere del suono
- Neil Amor – ingegnere del suono
- James Allen Jones – ingegnere del suono
- Chris Drohan – ingegnere del suono
- Ian Gillespie – registrazioni